# ويليام ديك (سياسي أمريكي)
ويليام ديك هو محامي وقاضي وسياسي أمريكي، ولد في 25 أبريل 1930 في برينستون في الولايات المتحدة، وتوفي في 10 مارس 2016 في دودجفيل في الولايات المتحدة. نشط حزبياً في الحزب الجمهوري.